# Parque Estadual do Sumidouro
O Parque Estadual do Sumidouro, também chamado de Minas Gerais da pedra lascada, é uma unidade de conservação localizada nos municípios brasileiros de Pedro Leopoldo e Lagoa Santa no estado de Minas Gerais.
Foi criada pelo Decreto 20.375 em 4 de janeiro de 1980 com o nome de Parque Ecológico do Vale do Sumidouro. Possui uma sede provisória na Casa Fernão Dias, localizada no povoado Quinta do Sumidouro, no município de Pedro Leopoldo. O parque possui uma área de 2.004 hectares.
A Lapa do Sumidouro, um dos pontos do parque, é formada por 157 sítios arqueológicos e 35 grutas, além de pinturas rupestres com 4 mil anos de idade que sofreram algum tipo intempérie e vandalismo, o que motivou a proibição de visitação em alguns pontos.

## Biologia

### Meio biótico
A vegetação do Parque é constituída de vários biomas como cerrado, campo e cerradão, sendo o primeiro parque de cerrado do estado.

#### Fauna
Entre as espécies animais destacam-se os mamíferos sendo representados por espécies de tatu, gato do mato, lontra e tamanduá colete. Os répteis são representados pela jibóia, cascavel e jararaca enquanto que as aves estão representadas pelo gavião, irerê, siriema, pica-pau branco e biguá.

#### Flora
Várias espécies vegetais se encontram na área como ipê amarelo, ipê roxo, moreira, manjoba, aroeirinha, gabiroba, jatobá do campo, entre outras.

### Meio hidrológico
A Lagoa do Sumidouro é a mais importante da região, com 15 km de perímetro. Destaca-se também o Poço Azul.

### Meio geológico
A região abriga importantes formações do Carste Lagoa Santa.

### Meio arqueológico
Em sua área, estão presentes a Gruta da Lapinha no santa luzia e a Lapa do Sumidouro. É uma região de extrema importância arqueológica pois nela foram encontrados os fósseis do que seria o primeiro ser humano a ter vivido nas Américas, Luzia. Os fosséis foram encontrados em Lapa Vermelha. A Gruta da Lapinha foi um dos sítios estudados pelo dinamarquês Peter Wilhelm Lund (1801-1880), considerado o pai da paleontologia brasileira. Na Lapa do Sumidouro, é possível encontrar pinturas rupestres com 4 mil anos de idade. Cerca de 157 sítios arqueológicos e 35 grutas já foram catalogadas na área.

## Pesquisas científicas
Existem algumas pesquisas em andamento na região como o projeto de pesquisa "Origem e micro-evolução do homem nas Américas" do Laboratório de Estudos Evolutivos Humanos do Instituto de Biociências da Universidade de São Paulo (USP), liderado pelo professor Walter Neves. Esta pesquisa busca verificar a presença de um sítio arqueológico em campo aberto de paleoíndios.

## Turismo
A Gruta da Lapinha e a Gruta Arruda são bastante conhecidas também pela sua utilização turística pois possuem inúmeras formações calcárias em seu interior. Existem vários salões que podem ser visitados tendo-se a possibilidade de verificar vários espeleotemas, dentre os quais as estalactites e as estalagmites se destacam. A extensão da Gruta da Lapinha é de 511 metros e suas formações calcárias datam de 600 milhões de anos atrás.
Em setembro de 2008, a direção proibiu a visitação no Sumidouro devido a vandalismos principalmente na região onde se encontram as pinturas rupestres. Atividades como o uso da lagoa, práticas de alpinismo, passeios a cavalo ou caminhadas pela mata não mais estão sendo permitidas. No entanto, a Gruta da Lapinha e uma área onde se encontra uma espécie de mirante na Lagoa do Sumidouro ainda podem ser visitadas.
Próximo à Gruta da Lapinha está também o Museu Peter Lund, cujo nome homenageia o pesquisador dinamarquês Peter Wilhelm Lund.

## Administração
O parque é administrado pelo Instituto Estadual de Florestas (IEF) de Minas Gerais.